# Coonalpyn
Coonalpyn är en ort i Australien. Den ligger i kommunen The Coorong och delstaten South Australia, omkring 140 kilometer sydost om delstatshuvudstaden Adelaide.
Trakten runt Coonalpyn är nära nog obefolkad, med mindre än två invånare per kvadratkilometer.. Närmaste större samhälle är Culburra, omkring 16 kilometer sydost om Coonalpyn. 
Trakten runt Coonalpyn består till största delen av jordbruksmark. Genomsnittlig årsnederbörd är 536 millimeter. Den regnigaste månaden är juli, med i genomsnitt 91 mm nederbörd, och den torraste är december, med 15 mm nederbörd.